# Chorrillo-Garena
Chorillo-Garena, también llamado Distrito III, es uno de los cinco distritos municipales de la ciudad de Alcalá de Henares (España). Está compuesto por los barrios del Campo del Ángel, el Chorrillo y la Garena.
Situado entre la Autopista Radial 2 y las principales calles del crecimiento de Alcalá, la sede del Distrito está en el antiguo Centro Comercial Los Pinos del barrio del Chorrillo. No cuenta con más de 35.070 habitantes, pero es de uno de los distritos más antiguos y con más inmigración, sobre todo de rumanos y marroquíes. La nueva zona de desarrollo del Distrito III es el barrio de la Garena, donde está la estación de Cercanías Madrid de las líneas C-2 y C-7.
El principal sector económico, el de servicios, está empatado con el de la industria, pues casi todas las industrias de la antigua N-II están aquí. Este distrito es el segundo con más paro de Alcalá solo superado por el IV y el I.

## Historia
Carlos de Lucena compró una finca hacia 1495 denominada "La Garena" o "La Garcena". Esta finca se convirtió en el "Señorío de la Garena", heredad de la familia Lucena. En ella se celebraba anualmente una gran fiesta durante uno de los días de carnestolendas, en la que participaban los miembros del Colegio Mayor de San Ildefonso.

## Geografía
Principalmente la tierra es llana, menos en la abrupta elevación del barrio de Campo del Ángel, que alcanza los 60 metros de altura. El paso del Camarmilla no hunde el terreno, por lo que la tierra granítica y arenosa crea un suelo adecuado para la población. 
El Distrito Municipal III está delimitado al:
- Norte: por el Polígono Camporroso hasta la carretera de Camarma, Seda de Barcelona.
- Sur: por la vía del tren hasta aparcamiento de la estación de RENFE.
- Este: por la carretera de Camarma, Doctor Marañón hasta intersección con Avenida Reyes Mayos; Reyes Magos hasta intersección con Alejo Carpentier; Alejo Carpentier hasta intersección con Jorge Luis Borges; Jorge Luis Borges hasta intersección con Jorge Guillén; Jorge Guillén hasta intersección con Miguel Delibes; Miguel Delibes hasta la intersección con Alejo Carpentier; Alejo Carpentier hasta intersección con Avenida Miguel de Unamuno; Avenida Miguel de Unamuno hasta intersección con Avenida de los Jesuitas; Avenida de los Jesuitas dirección hasta Padre Llanos; Padre Llanos hasta la Vía del tren.
- Oeste: por la Garena Norte, Cointra.

### Hidrografía y flora
El Camarmilla deja un denso bosque de juncos, pinos y sauces llorones alrededor de la ribera. El arroyo posee un régimen regular, aunque a veces se ha desbordado.

### Clima
Las temperaturas durante la estación seca son calurosas hasta los 36 grados centígrados y bajas en invierno y finales de otoño como mínimo hasta los 3 grados bajo cero.

## Población
Con menos de 35.000 habitantes, las principales zonas pobladas son el barrio del Chorrillo y la urbanización de IVIASA. El estudio de la población de este distrito ha demostrado que más del 25% de la población es anciana y hay muchísimos niños.
Desde comienzos del siglo XXI ha aumentado la población inmigrante de marroquíes, pero en especial de rumanos en el 2007. Después de estos mayoritarios grupos extranjeros están polacos, búlgaros, eslavos, chinos y africanos.

## Economía
Gran parte del producto obtenido durante un año trata del sector servicios, en especial abundan los pequeños comercios y empresas.
El segundo y último productor de PIB del Distrito III es la industria, con un indefinido número de industrias localizadas alrededor de la A-2 y la R-2.

## Sanidad
El distrito cuenta con dos centros de salud: "Reyes Magos" (en la avenida del mismo nombre) y "La Garena" (en la calle Fausto Elhuyar). 

## Transportes
Las Cercanías de Madrid, y los autobueses urbanos e interurbanos son el principal medio de transporte del Distrito III.
Las líneas de autobuses son el L1, L7, L8, L9,L10, L11  y otras líneas interurbanas hacia Ajalvir, Daganzo de Arriba, Camarma de Esteruelas y Madrid.